# 버키 라슨: 나도 스타다
《버키 라슨: 나도 스타다》(영어: Bucky Larson: Born to Be a Star)는 미국에서 제작된 톰 브레이디 감독의 2011년 블랙 코미디 영화이다. 닉 스워드슨, 애덤 샌들러, 앨런 코버트가 공동 각본을 쓰고 제작에도 참여하였다. 닉 스워드슨, 크리스티나 리치, 에드워드 허먼, 케빈 닐런, 돈 존슨 등이 출연하였다.

## 출연진
- 닉 스워드슨
- 크리스티나 리치
- 에드워드 허먼
- 케빈 닐런
- 돈 존슨
- 스티븐 도프
- 미리엄 플린
- 이도 모세리
- 니컬러스 터투로
- 커티스 암스트롱
- 마리오 조이너
- 메리 팻 글리슨
- 브랜던 하디스티
- 애덤 허슈먼
- 폴리 쇼어
- 베벌리 폴신
- 조너선 로크런
- 피터 단테이
- 파샤 린치니코프
- 지미 팰런
- 조이 디애즈
- 템비 로크

## 기타 제작진
- 공동 제작: 베치 댄버리
- 배역: 리사 런던
- 미술: 디나 립턴
- 세트: 핼리나 시벌롭